# 2007년 세계 피겨스케이팅 선수권 대회
2007년 세계 피겨스케이팅 선수권 대회(일본어: 2007年世界フィギュアスケート選手権)는 국제 빙상 연맹(ISU) 주관으로 3월 19일에서 25일까지 일본 도쿄 도쿄 체육관에서 열린 국제 피겨스케이팅 대회이다. 남자 싱글, 여자 싱글, 페어, 아이스댄싱 등 네 종목이 진행되었다.

## 메달 집계
| 순위 | 나라           | 금 | 은 | 동 | 합계 |
| 1    | 일본           | 1  | 2  | 0  | 3    |
| 2    | 중화인민공화국 | 1  | 1  | 0  | 2    |
| 3    | 불가리아       | 1  | 0  | 0  | 1    |
| 3    | 프랑스         | 1  | 0  | 0  | 1    |
| 5    | 캐나다         | 0  | 1  | 0  | 1    |
| 6    | 독일           | 0  | 0  | 1  | 1    |
| 6    | 대한민국       | 0  | 0  | 1  | 1    |
| 6    | 스위스         | 0  | 0  | 1  | 1    |
| 6    | 미국           | 0  | 0  | 1  | 1    |

## 메달리스트
| 종목       | 금                                           | 은                                             | 동                                       |
| ---------- | -------------------------------------------- | ---------------------------------------------- | ---------------------------------------- |
| 남자 싱글  | 브라이언 주베르 프랑스 (FRA)                 | 다카하시 다이스케 일본 (JPN)                   | 스테판 랑비엘 스위스 (SUI)               |
| 여자 싱글  | 안도 미키 일본 (JPN)                         | 아사다 마오 일본 (JPN)                         | 김연아 대한민국 (KOR)                    |
| 페어       | 중화인민공화국 (USA) 선쉐 자오훙보           | 중화인민공화국 (USA) 팡칭 퉁젠                 | 독일 (GER) 알리오나 사브첸코 로빈 숄코비 |
| 아이스댄스 | 불가리아 (BUL) 알베나 덴코바 막심 스타비스키 | 캐나다 (CAN) 마리프랑스 뒤브뢰유 파트리스 로종 | 미국 (USA) 태니스 벨빈 벤저민 아고스토   |